# Арвак і Альсвід

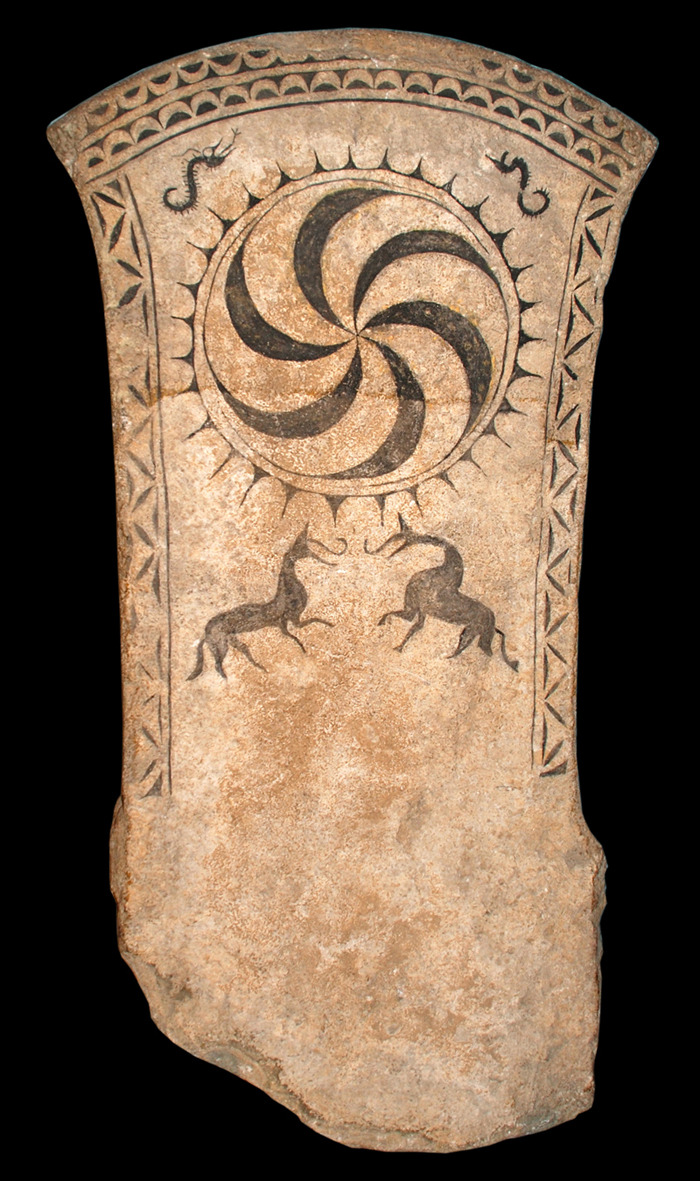
Цей гравірований камінь, знайдений у Хаворі, Готланд, може бути незвичайним зображенням коней Арвака та Альсвіда.

Арвак або Арвакр (давньосканд. Árvakr, «той, хто рано прокидається») і Альсвід або Альсвін (давньосканд. Alsviðr, «дуже швидкий», «цілковито швидкий») — це коні у скандинавській міфології, які щодня тягнуть сонце, або колісницю персоніфікації Сонця — Соль, по небу. Під плечима обох коней боги прикріпили два міхи, щоб охолоджувати їх.

## Етимологія
Імена коней Арвак та Альсвід мають прозорі значення в давньоскандинавській мові:
- Árvakr складається з двох частин: ár («рано») та vakr або vak («пробуджений», «уважний») — «Той, хто рано прокидається» або більш дослівно «Рано пробуджений»[3].

- Alsviðr утворене з частин: ala або all («весь, цілком») та sviðr («сильний, швидкий») — «Цілковито швидкий», або «Найшвидший»[4].

Імена «Арвак» та «Альсвід» вказують на їхню постійну працю — тягнути сонце небом, не припиняючи руху.

## Згадки в текстах

### Старша Едда
У поемі Grímnismál («Мова Ґрімніра») зі Старшої Едди Арвак і Альсвід згадуються як два коні, які везуть сонце по небу. Богиня Сонця, Соль, керує колісницею, запряженою цими кіньми. Щоб коні не загинули від спеки, аси поклали під їхні плечі охолоджувальні міхи.
Строфа 37:
| Árvakr ok Alsviðr · þęir skulu upp heðan svangir sól draga. En und þęira bógum · fǫ́lu blíð ręgin, ę́sir ísarn-kol. | Арвак і Альсвід — мусять везти знеможено звідси сонце; а під їхніми сідельними луками веселі боги, аси, сховали залізні міхи. |

Ця строфа ілюструє міфологічне пояснення руху сонця небом та зусиль богів зберегти космічний порядок.
Інша згадка зустрічається у поемі Sigrdrífumál («Промова Сіґрдріви»), де Арвак та Альсвід згадуються у переліку об’єктів, на які повинні були бути нанесені магічні руни.
Строфа 15:
| Á skildi kvað ristnar, þeim er stendr fyr skínandi goði, á eyra Árvakrs ok á Alsvinns hófi, á því hvéli, er snýsk undir reið Hrungnis, á Sleipnis tönnum ok á sleða fjötrum. | Він звелів писати на щиті — перед сяйливою богинею, На вусі Арвака й на копиті Альсвіда, На колесі воза убивці Грунґніра, На зубах Слейпніра й на ременях саней. |

### Молодша Едда
У розділі Gylfaginning («Видіння Гюльві») з Молодшої Едди гадуються коні Арвак і Альсвід, які везуть сонячну колісницю. Соль, донька чоловіка на ім'я Мундільфарі, була покарана богами за гордість її батька та змушена правити небесною колісницею, яку тягнуть Арвак і Альсвід.

Уривок з Частини 11:
|  | Гаар відповів: – Був собі чоловік на ім’я Мундільфарі. Він мав двох дітей, що були такі вродливі й привабливі, що він назвав сина Місяць, а доньку — Сонце, й віддав її заміж за чоловіка на ім’я Ґленр. Але боги розгнівались на таку зухвалість і взяли брата й сестру, піднявши їх на небо. Вони змусили Сонце правити кіньми, які тягнуть сонячну колісницю, створену богами для освітлення світу, з розпеченої речовини, що вирвалася з Муспельгейму. Імена тих коней: «Той, хто рано прокидається» і «Цілковито швидкий». Під плечі коней боги поклали два повітряні міхи, щоб охолоджувати їх, але в деяких версіях це називають «охолодженням заліза». |